# NMB48 극장

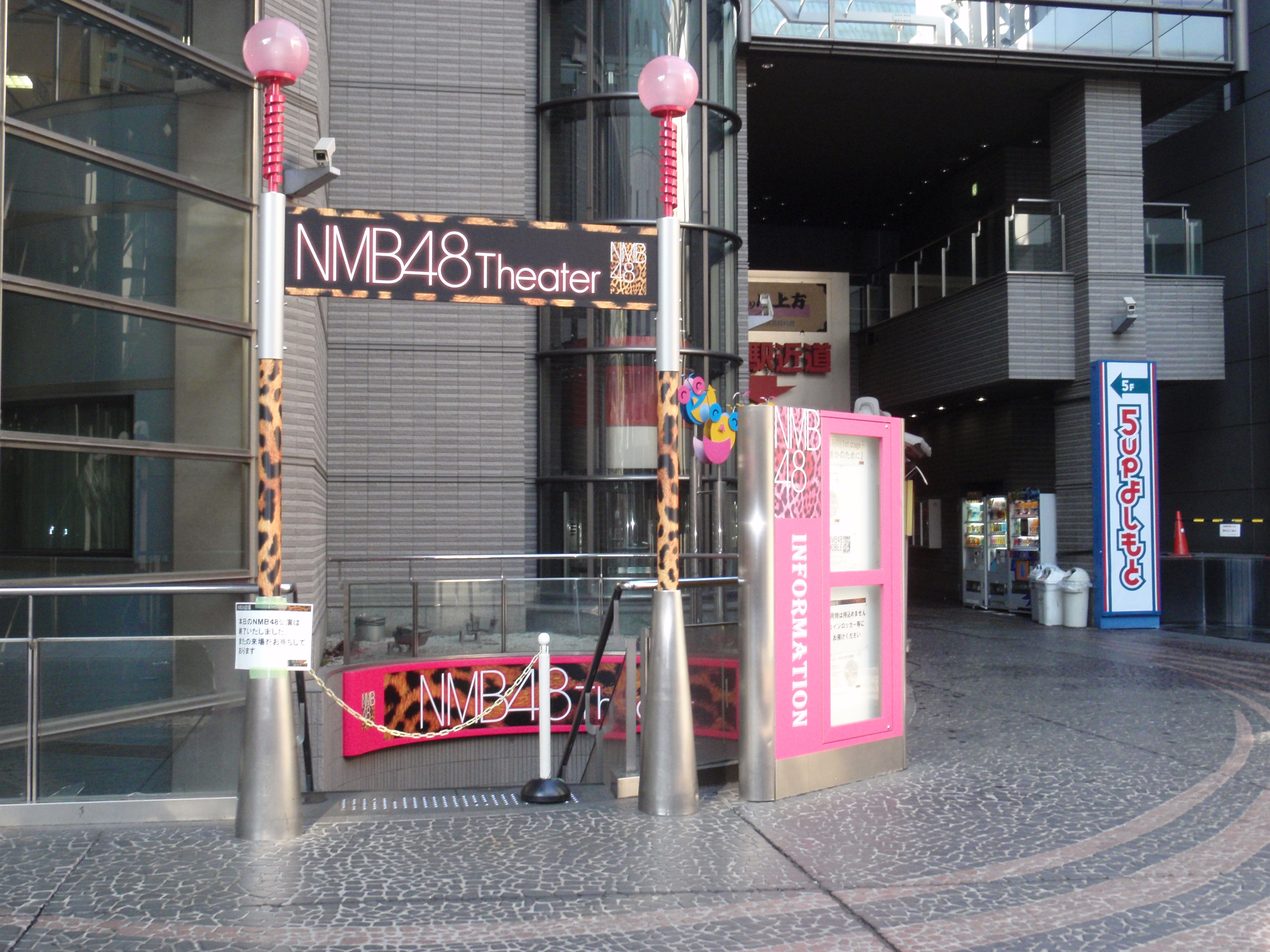
NMB48 극장

NMB48 극장(일본어: NMB48劇場)은 일본 오사카부 오사카시 주오구 난바센니치마에에 있는 NMB48의 홈그라운드이다. 난바 그랜드 가게쓰 맞은 편 YES-NAMBA 빌딩 지하 1층에 있다. 2011년 1월 1일에 오픈했다.